# Milorad Milutinović
Milorad Milutinović (Bajina Bašta, 10 de março de 1935 - 12 de julho de 2015) foi um futebolista e treinador iugoslavo que atuava como defensor. Era irmão dos futebolistas Miloš Milutinović e Bora Milutinović.

## Carreira
Milorad Milutinović fez parte do elenco da Seleção Iugoslava de Futebol, na Copa do Mundo de  1958.